# Mai dire mai (la locura)
Mai dire mai (la locura) è un singolo del rapper italiano Willie Peyote, pubblicato il 4 marzo 2021.

## Descrizione
La canzone contiene un campionamento di una battuta di Valerio Aprea recitata nell'ultimo episodio della terza stagione della serie televisiva Boris, già ripresa nel titolo La locura.
Il brano è stato eseguito per la prima volta dall'artista in occasione della sua partecipazione al Festival di Sanremo 2021, classificandosi sesto alla serata finale ma vincendo il Premio della Critica.

## Video musicale
Il video, girato a Cuneo, è stato pubblicato il 5 marzo 2021 attraverso il canale YouTube del rapper.

## Tracce
Testi e musiche di Guglielmo Bruno, Daniel Bestonzo, Carlo Cavalieri D'Oro e Giuseppe Petrelli, eccetto dove indicato.
Download digitale
1. Mai dire mai (la locura) – 3:28

7"
- Lato A

1. Mai dire mai (la locura) – 3:28

- Lato B

1. La depressione è un periodo dell'anno – 3:37 (Guglielmo Bruno, Daniele Bronzini, Carlo Cavalieri D'Oro, Luca Romeo)

## Classifiche
| Classifica (2021) | Posizione massima |
| ----------------- | ----------------- |
| Italia            | 8                 |